# REE-linjen
REE-linjen är ett tio mil långt nordost-sydvästligt geologiskt bälte som sträcker sig från Nora till Avesta i Bergslagen. Där höga koncentrationer av sällsynta jordartsmetaller upptäckts av Statens geologiska undersökning.